# Peggy Cartwright
Peggy Cartwright (Vancouver, 14 de noviembre de 1912-Victoria, Columbia Británica, 12 de junio de 2001) fue una actriz canadiense de la época del cine mudo. 

## Biografía
Nacida en Vancouver, Columbia Británica (Canadá), es quizás más conocida por su corto período como primera actriz de las comedias de Our Gang (La Pandilla). Así, en 1922 actuó en cuatro cortos y, posiblemente, en el episodio piloto de la serie televisiva. El film Our Gang parece darse por perdido en la actualidad.
El primer marido de Cartwright fue Phil Baker, con el que tuvo cuatro hijos, y del cual se divorció. Posteriormente, en 1962, se casó con el actor afroamericano William Walker.
Cartwright intervino en la 12.ª Convención Internacional The Sons of the Desert en 2000. Fue su primera y única participación en la convención y habló alegremente sobre su breve período en la serie La Pandilla.
Peggy Cartwright falleció poco después, el 12 de junio de 2001, en Victoria (Columbia Británica). Era la última superviviente del reparto infantil original de La Pandilla. Fue enterrada en el Cementerio Riverside National de Riverside, California (Estados Unidos).

## Selección de su filmografía
- El nacimiento de una nación (1915)
- Intolerancia (1916)
- From Hand to Mouth (1919)
- Good Night, Vienna (1932)

### La Pandilla
- One Terrible Day (1922)
- Fire Fighters (1922)
- Our Gang (1922)
- Young Sherlocks (1922)
- A Quiet Street (1922)